# Chevrières (Isère)
Chevrières ist eine französische Gemeinde mit 737 Einwohnern (Stand: 1. Januar 2022) im Département Isère in der Region Auvergne-Rhône-Alpes. Sie gehört zum Arrondissement Grenoble und zum Kanton Le Sud Grésivaudan. Die Einwohner werden Chevriérois genannt.

## Geographie
Die Gemeinde Chevrières liegt im nordwestlichen Vorland des Vercors-Massivs, etwa 34 Kilometer westlich von Grenoble in der historischen Landschaft Dauphiné am Flüsschen Merdaret, das hier noch Ruisseau de Murinais genannt wird. Umgeben wird Chevrières von den Nachbargemeinden Roybon im Nordwesten und Norden, Murinais im Nordosten, Saint-Vérand im Osten, Saint-Marcellin im Südosten, Chatte im Süden sowie Saint-Appolinard im Westen.

## Bevölkerungsentwicklung
| Jahr                       | 1962 | 1968 | 1975 | 1982 | 1990 | 1999 | 2010 | 2021 |
| -------------------------- | ---- | ---- | ---- | ---- | ---- | ---- | ---- | ---- |
| Einwohner                  | 488  | 447  | 417  | 456  | 503  | 558  | 693  | 742  |
| Quellen: Cassini und INSEE |      |      |      |      |      |      |      |      |

## Sehenswürdigkeiten

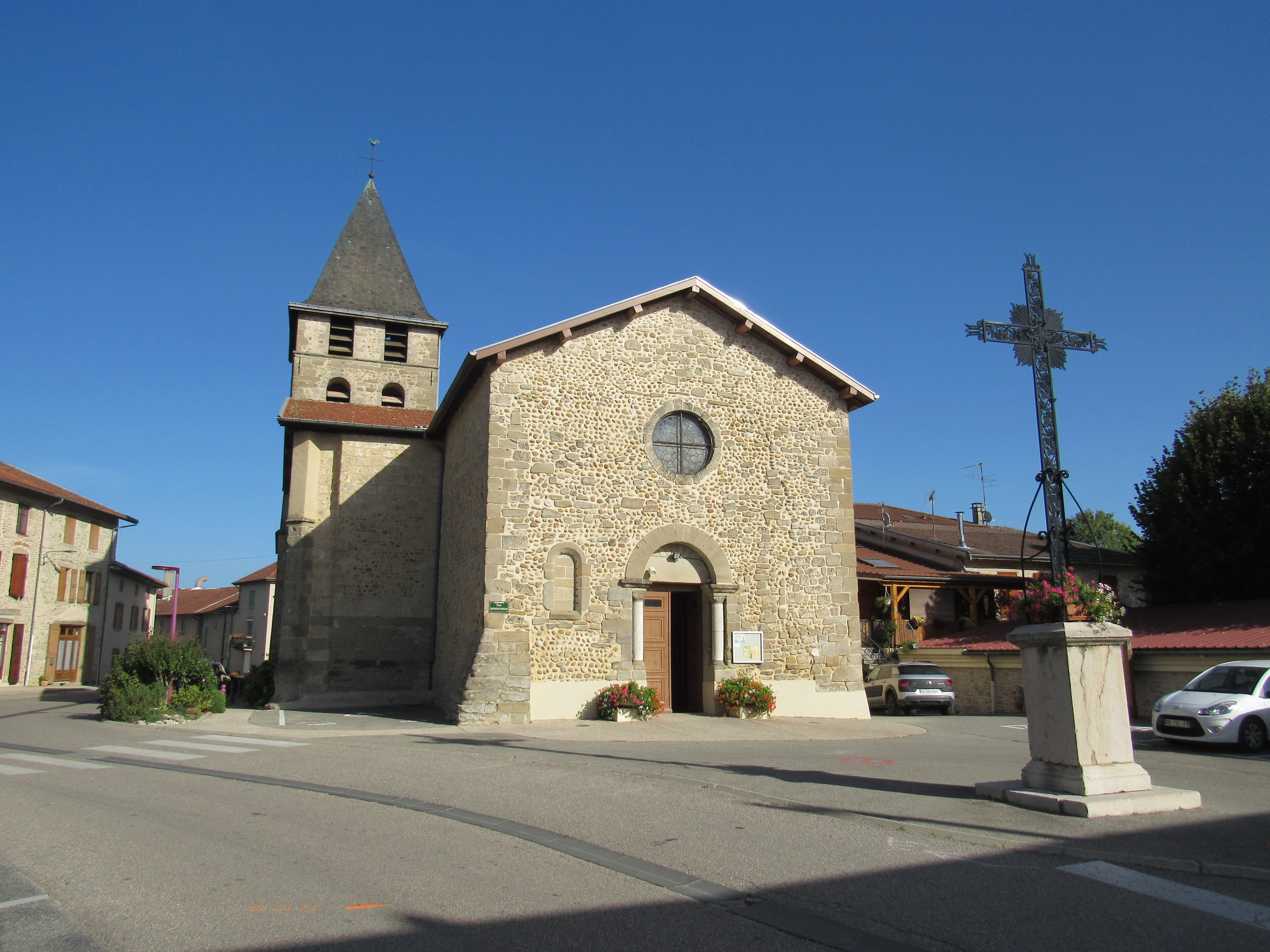
Kirche Saint-Pierre-ès-Liens
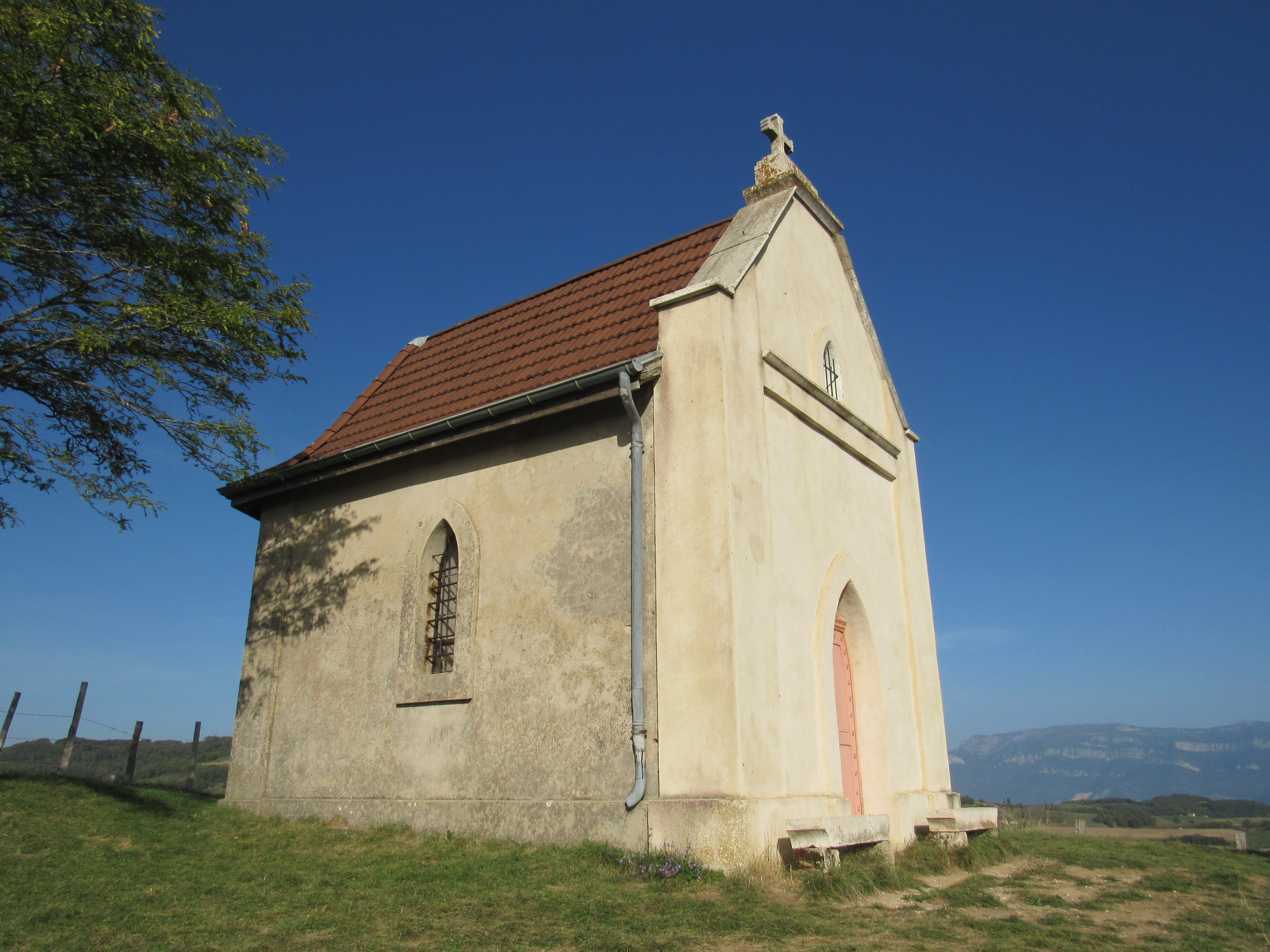
Kapelle Notre-Dame-de-Lourdes
- Schloss Blagneux
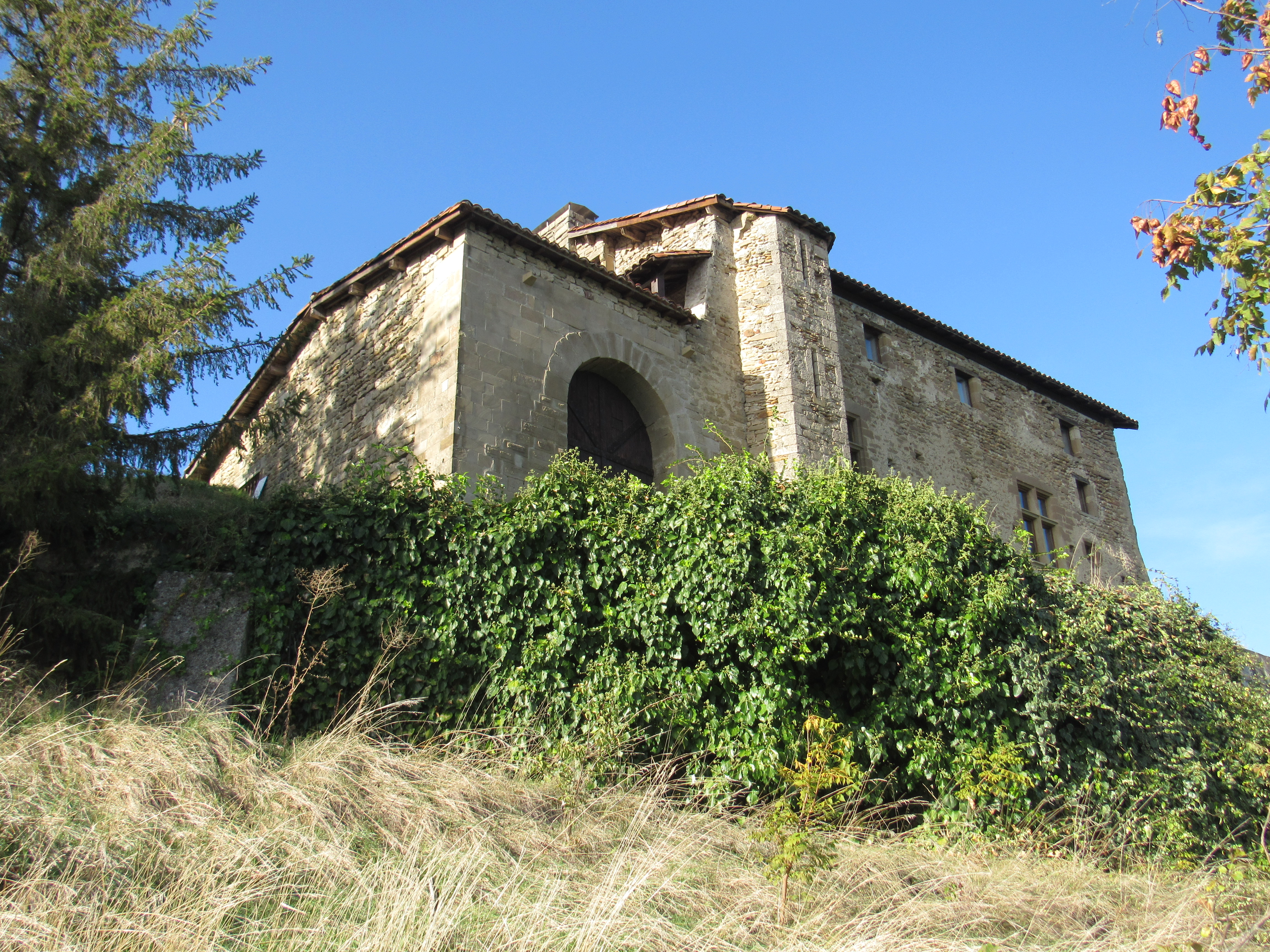
Schloss Le Gollard
- Schloss Vincendon

- Kirche Saint-Pierre-ès-Liens
- Kapelle Notre-Dame-de-Lourdes
- Schloss Le Gollard